# Малая Семёновская
Малая Семёновская — деревня в Тотемском районе Вологодской области.
До 2001 года называлась Семёновская. 3 октября 2001 года постановлением Законодательного собрания области переименована в Малую Семёновскую. Тем же постановлением другая деревня Пятовского сельсовета, также носившая название Семёновская, была переименована в Большую Семёновскую.
Входит в состав Пятовского сельского поселения, с точки зрения административно-территориального деления — в Пятовский сельсовет.
Расстояние до районного центра Тотьмы по автодороге — 6 км, до центра муниципального образования деревни Пятовская по прямой — 5 км. Ближайшие населённые пункты — Княжая, Лесниково, Нелюбино, Чаловская.
По переписи 2002 года население — 5 человек.